# Bělá (Havlíčkův Brod)
Bělá é uma comuna checa localizada na região de Vysočina, distrito de Havlíčkův Brod.